# Thunderbolt (interfață)

Thunderbolt Logo

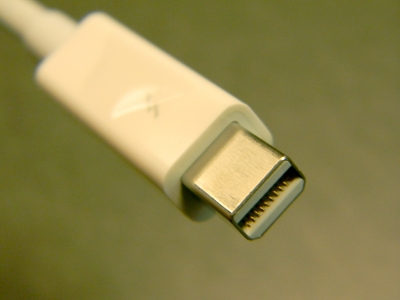
Conector Thunderbolt V1/V2

Thunderbolt este o interfață pentru conectarea perifericelor la un computer. A fost proiectată de Intel sub numele de Light Peak și dezvoltată de Apple pentru a înlocui interfețe precum USB, SCSI, SATA și FireWire. Primele computere cu Thunderbolt au fost MacBook Pro, iMac, MacBook și Mac mini. Este disponibil și pe desktop PC și laptopurile care rulează pe microarhitecturi Sandy-Bridge, Ivy Bridge, Haswell și Skylake.

Conexiunea Thunderbolt este prezentă și pe alte dispozitive printre care plăci de bază, de captură, carduri de extensie, plăci grafice externe (eGFX), monitoare și unități de stocare.

## Caracteristici
- este o combinație între conexiunile PCI Express și DisplayPort
- viteze de transfer de date bidirecțional de până la 40 Gbit/s
- lungimea maximă a cablului este de 3 metri
- conectorul are dimensiunile de 7,4 x 4,5 mm și 20 de pini
- posibilă conexiune simultană cu până la 6 dispozitive fără switch sau hub
- suport pentru diverse protocoale
- dispozitive cu conectare la cald (hot swapping)
- suportă conexiuni DisplayPort, HDMI și VGA.[3][4]

### Thunderbolt 1
Versiunea Thunderbolt 1 a fost lansată în februarie 2011, odată cu lansarea MacBook Pro de către Apple. Conexiunea este similară cu Mini DisplayPort (MDP), cu două canale fiecare de 10 Gbit/s transfer, un canal este pentru a trimite date în timp ce celălalt este pentru recepția de date. Thunderbolt 1 acceptă PCI Express 2.0, PCI Express 2.0 4 ×, și DisplayPort 1.0 până la versiunea 1.1a. 

### Thunderbolt 2
Următoarea generație a fost introdusă în iunie 2013, pentru noul Retina Mac Pro bazată pe controlerul Falcon Ridge și cu același conector MDP. Oferă o rată de transfer de 20 Gbit/s, până la 4 benzi PCIe 3.0, și 8 DisplayPort 1.2.

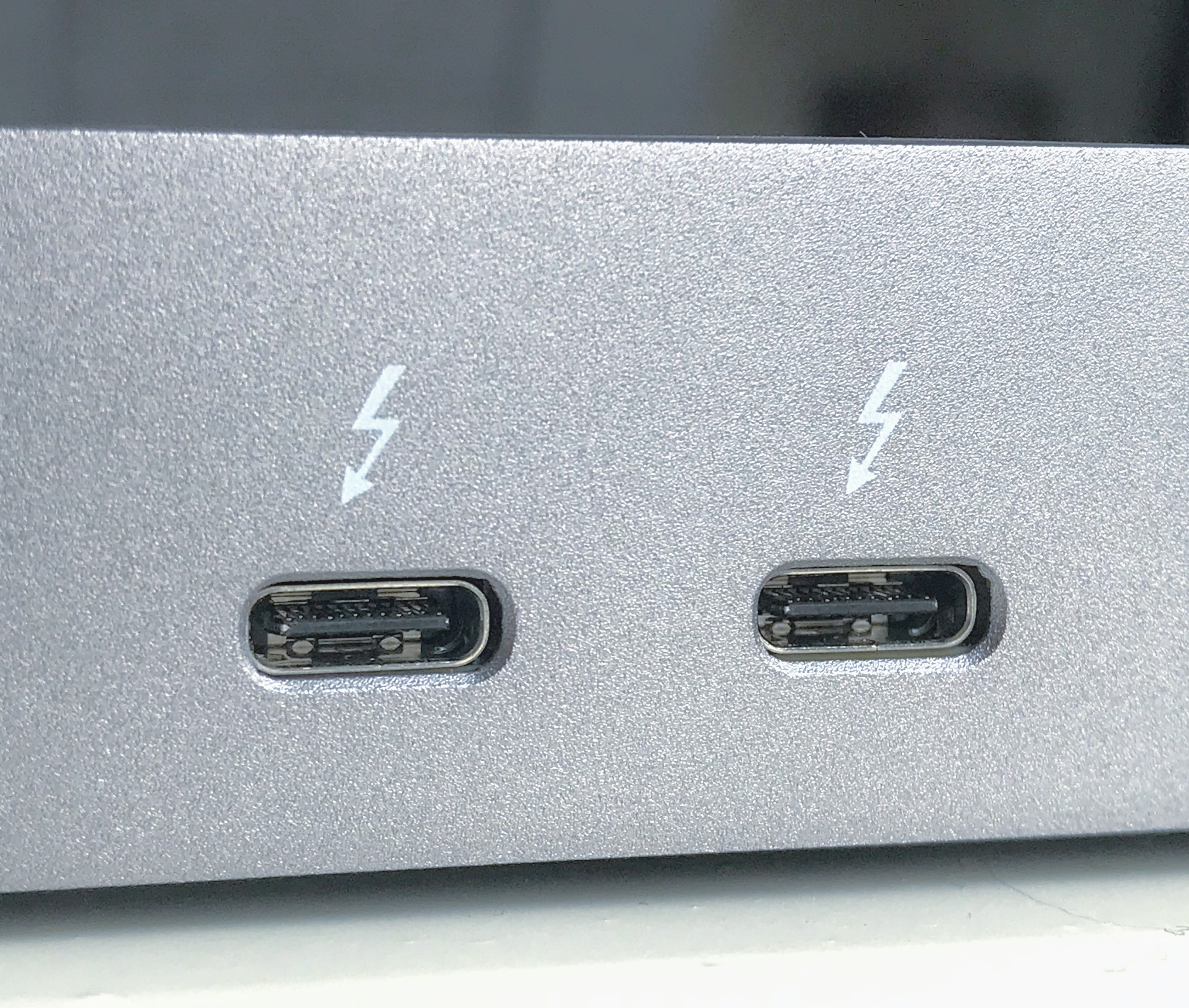
Porturi Thunderbolt 3

### Thunderbolt 3
La jumătatea anului 2015, a fost prezentată a treia versiune cu o rată de transmisie până la 40 Gbit/s. Thunderbolt 3 reutilizează conectorul USB-C cu versiunea maximă USB 3.1. Interfața permite gruparea tuturor canalelor de transmisie de imagine, sunet, energie și date într-o singură interfață.

Specificația USB4 lansată în august 2019 de către USB Implementers Forum,  are la bază specificațiile de protocol Thunderbolt 3. 

### Thunderbolt 4
În ianuarie 2020, Intel a anunțat Thunderbolt 4 în cadrul US Consumer Electronics Show (CES). Thunderbolt 4 a preluat mufa și rata de transmisie de 40 Gbit/s de la Thunderbolt 3 și integrează nivelul de 20 GBit/s de la USB 3.2 care nu este prevăzut în Thunderbolt 3.
Thunderbolt 4 va folosi PCIe 4.0, Wi-Fi 6 și suport pentru Bluetooth 5. Primele dispozitive sunt programate să fie lansate la sfârșitul anului 2020.